# Dicksonpokalen
Dicksonpokalen er en svensk vandrepokal i løb, først over en engelsk mil (1.609,3 meter) og senere 1500 meter, oprettet af den kongelige staldmester James F. Dickson i 1887. 
Allerede  til den anden "allmänna idrottsfesten"  i Göteborg 1887 skænkede Dickson den første pokal, som dog aldrig blev uddelt.
Den anden Dicksonpokal blev vundet til ejendom af AIK i Stockholm efter at Patrik Löfgren havde vundet løbet tre år i træk 1892-1894.
Den tredje Dicksonpokal er evigt vandrende og blev løbet på 1500 meter 1929-1945 og 1981-2004, nogle undtagelser var 1998 da man løb 1 mile og 1999 hvor distancen var 2000 meter samt 2007-2009 hvor distancen var 1000 meter. 2014 blev polkalen for første gang uddelt i et kvindeløb på 1500 meter.

## Vindere af Dicksonpokalen
| - 1887 H Lönnroth 6:02.0 mile Pokalen blev aldrig uddelt - 18911 H. Haugom 5:07,0 mile - 18912 H. Haugom 4:48,8 mile - 1892 Patrik Löfgren AIK 4:43,4 mile - 1893 Patrik Löfgren AIK 4:48,8 mile - 1894 Patrik Löfgren AIK 4:52,4 mile - 1895 Oscar Johansson "Vårblomman" 4:55.4 mile - 1896 Patrik Löfgren AIK 4:44.8 mile - 1897 Axel Valdemar Hansen Københavns FF 5:01.0 mile - 1898 Poul Harboe-Christensen Københavns FF 4:54.4 mile - 1899 Christian Christensen Københavns FF 4:50.8 mile - 1900 Christian Christensen Københavns FF 4:44.6 mile - 1901 Kristian Hellström Sleipner 4:42.2 mile - 1902 Kristian Hellström Sleipner 4:42.2 mile - 1903 Kristian Hellström Sleipner 4:31.8 mile - 1904 Kristian Hellström Sleipner 4:40.4 mile - 1905 Edvard Dahl Sundbyberg 4:52.8 mile - 1906 Edvard Dahl Sundbyberg 4:34.6 mile - 1907 John Svanberg Fredrikshof IF 4:31.2 mile - 1908 Anton Nilsson Fredrikshof 4:37.6 mile - 1909 Ernst Wide IK Göta 4:33.2 mile - 1910 Ernst Wide IK Göta 4:21.6 mile - 1911 Ernst Wide IK Göta 4:34.7 mile - 1912 Ernst Wide IK Göta 4:26.8 mile - 1913 Ernst Wide IK Göta 4:25.4 mile - 1914 Ernst Wide IK Göta 4:36.3 mile - 1915 John Zander Mariebergs IK 4:27.7 mile - 1916 John Zander Marieberg 4:22.3 mile - 1917 John Zander Marieberg 4:18.6 mile - 1918 John Zander Marieberg 4:16.8 mile - 1919 Sven Lundgren IK Göta 4:22.8 mile - 1920 Sven Lundgren IK Göta 4:25.4 mile - 1921 Paavo Nurmi 4:13.9 mile - 1922 Sven Lundgren IK Göta 4:24.2 mile - 1923 Edvin Wide IF Linnéa 4:25.0 mile - 1924 Edvin Wide IF Linnéa 4:25.8 mile - 1925 Folke Eriksson MP 4:25.2 mile - 1926 Gunnar Sjögren Sundsvall 4:15.9 mile - 1927 Nils Eklöf Finspång 4:22.2 mile - 1928 Arthur Svensson Finspång 4:24.7 mile - 1929 Bror Öhrn Borås 4:00.4 1500 - 1930 K-G Dahlström IK Göta 4:07.6 1500 - 1931 Eric Ny IK Mode 3:58.8 1500 - 1932 Alfons Holmgren IF Elfsborg 4:04.2 1500 - 1933 Alfons Holmgren IF Elfsborg 3:58.2 1500 - 1934 Olle Pettersson Ymer Borås 3:57.0 1500 - 1935 Lennart Nilsson Örgryte IS 3:59.8 1500 - 1936 Henry Jonsson Hellas 3:57.0 1500 - 1937 Lennart Nilsson Örgryte 3:54.2 1500 - 1938 Åke Jansson Brandkåren 3:53.0 1500 - 1939 Åke Jansson Brandkåren 3:55.6 1500 - 1940 Henry Kälarne Brandkåren 3:52.4 1500 - 1941 Gunder Hägg Gefle IF 3:47.6 1500 - 1942 Åke Spångert Brandkåren 3:50.6 1500 - 1943 Arne Andersson Hellas 3:50.4 1500 - 1944 Arne Andersson Hellas 3:49.6 1500 - 1945 Lennart Strand Malmö 3:47.6 1500 - 1946 Lennart Strand Malmö 4:06.6 mile - 1947 Lennart Strand Malmö 4:07.0 mile - 1948 Willem Slijkhuis 4:09.4 mile - 1949 Olle Åberg Gefle IF 4:05.4 mile | - 1950 Lennart Strand Malmö 4:07.2 mile - 1951 Olle Åberg Gefle IF 4:08.8 mile - 1952 Gaston Reiff 4:03.4 mile - 1953 Wes Santee 4:06.6 mile - 1954 Ingvar Ericsson Brandkåren 4:09.8 mile - 1955 Fred Dwyer 4:07.8 mile - 1956 Ingvar Ericsson Brandkåren 4:14.6 mile - 1957 Dan Waern Örgryte 4:01.1 mile - 1958 Herb Elliot 3:58.0 mile - 1959 Dan Waern Örgryte 3:59.2 mile - 1960 Laszlo Tabori 4:06.4 mile - 1961 Dan Waern Örgryte 3:58.9 mile - 1962 Tommy Holmestrand IFK Lidingö 4:06.6 mile - 1963 Jörg Balke 4:11.4 mile - 1964 Karl-Uno Olofsson Umeå 4:02.6 mile - 1965 Jozef Odlozi 3:58.7 mile - 1966 Sven-Olof Larsson Sundsvall 4:07.1 mile - 1967 André de Hertoghe 3:57.3 mile - 1968 Bodo Tümmler 3:54.7 mile - 1969 Bodo Tümmler 3:58.8 mile - 1970 Henryk Szordykowski 4:02.3 mile - 1971 Kipchoge Keino 3:54.4 mile - 1972 Brendan Foster 3:57.2 mile - 1973 Ben Jipcho 3:52.17 mile - 1974 Filbert Bayi 3:54.10 mile - 1975 John Walker 3:52.24 mile - 1976 John Walker 3:53.07 mile - 1977 Jozef Plachy 3:54.68 mile - 1978 Thomas Wessinghage 3:52.50 mile - 1979 Steve Scott 3:55.96 mile - 1980 Steve Scott 3:53.59 mile - 1981 Sebastian Coe 3:31.95 1500 - 1982 Sydney Maree 3:32.89 1500 - 1983 Jim Spivey 3:36.94 1500 - 1984 Steve Ovett 3:35.65 1500 - 1985 Steve Scott 3:37.30 1500 - 1986 Mike Hillardt 3:34.51 1500 - 1987 Abdi Bile 3:35.77 1500 - 1988 Said Aouita 3:35.70 1500 - 1989 Said Aouita 3:34.59 1500 - 1990 Joe Falcon 3:35.52 1500 - 1991 Noureddine Morceli 3:31.01 1500 - 1992 Rachid El Basir 3:36.21 1500 - 1993 Noureddine Morceli 3:31.83 1500 - 1994 Noureddine Morceli 3:34.09 1500 - 1995 Inget løb - 1996 Hicham El Guerrouj 3:29.59 1500 - 1997 Hicham El Guerrouj 3:29.30 1500 - 1998 John Kobowen 3:51.32 mile - 1999 Noah Ngeny 4:50.08 2000 - 2000 Andres Dias 3:32.75 1500 - 2001 Jose Redolat 3:31.21 1500 - 2002 Bernad Lagat 3:31.38 1500 - 2003 Bernad Lagat 3:32.99 1500 - 2004 Mulugeta Weondimu 3:32.39 1500 - 2005 Ivan Heshko 3:33.18 1500 - 2006 Kenenisa Bekele 3:33.08 1500 - 2007 Ali Bilal Mansoor 2:15.88 1000 - 2008 Abubaker Kaki 2:13.93 1000 - 2009 Ali Belal Mansoor Ali 2:16.55 1000 - 2010 Nancy Langat 4:00.70 1500 - 2011 Silas Kiplagat 3:33.94 1500 - 2012 Maryam Yusuf Jamal 4:01.19 1500 - 2013 Ayanleh Souleiman 3:33.59 1500 - 2014 Jennifer Simpson 4:00.38 1500 (kvinder) |

## Flest sejre
6 sejre: 
 Ernst Wide
4 sejre :
 Patrik Löfgren
 Kristian Hellström
 John Zander
 Lennart Strand
3 sejre:
 Åke Jansson-Spångert
 Sven Lundgren
 Dan Waern
 Steve Scott
 Noureddine Morceli